# Gmina Prochowice
Gmina Prochowice je polská městsko-vesnická gmina v okrese Lehnice v Dolnoslezském vojvodství. Sídlem gminy je město Prochowice. V roce 2021 zde žilo 7 289 obyvatel.
Gmina má rozlohu 102,5 km² a zabírá 13,8 % rozlohy okresu. Skládá se z 12 starostenství.

## Části gminy
Starostenství
Cichobórz, Dąbie, Golanka Dolna, Gromadzyń, Kawice, Kwiatkowice, Lisowice, Mierzowice, Motyczyn, Rogów Legnicki, Szczedrzykowice, Szczedrzykowice-Stacja